# Periodische Äquivalenz
Der von Rudolf Carnap eingeführte Begriff der Periodischen Äquivalenz dient der Klassenbildung innerhalb der großen Menge periodischer Prozesse. Zwei Vorgänge heißen periodisch äquivalent, wenn das Verhältnis ihrer Frequenzen konstant ist.
Tatsächlich gibt es in allen biologischen Organismen periodisch äquivalente Vorgänge, die allerdings nicht mit den physikalischen periodischen Prozessen im Takt verlaufen.
Die Einführung des Begriffes der periodischen Äquivalenz wurde notwendig, als die Analyse der Vorschriften zur Operationalisierung des Zeitbegriffes zeigte, dass sich die Zeit nur mit Hilfe von periodischen Vorgängen metrisieren lässt und es keine Möglichkeit gibt, von irgendeinem periodischen Vorgang nachzuweisen, dass seine Perioden stets exakt gleich lang sind. Die gleiche Problematik trat auch bei der Einführung des metrischen Längenbegriffes auf, da sich auch dabei herausstellte, dass sich von keinem Längenmaßstab sagen lässt, ob er seine Länge bei Verschiebung von einem Ort zu einem anderen oder auch im Zeitverlauf ändert oder nicht. Aus diesem Dilemma hilft nur die Einführung von Äquivalenzrelationen, die die zu metrisierende Objektmenge in Klassen einteilt, in denen ein Objekt ausgewählt werden kann, das zum Messen innerhalb dieser Klasse als Einheitsmaßstab festgelegt werden kann.
Der Begriff der periodischen Äquivalenz ist eine solche klassenbildende Äquivalenzrelation, die die Menge der Vorgänge in elementfremde Klassen einteilt, die als PEP-Klassen bezeichnet werden. Dabei kürzt PEP den englischsprachigen Begriff periodic equivalent process ab.
Carnap war der Meinung, dass es glücklicherweise nur eine – überwältigend große – Klasse von physikalischen Vorgängen gibt, so dass die Einführung eines physikalischen Zeitmaßes keine Probleme bereitet, sobald ein periodischer Vorgang aus der PEP-Klasse der physikalischen Welt als Zeiteinheit ausgewählt wird. 
Diese Auffassung wurde jedoch kritisiert mit dem Hinweis auf das Vorhandensein der circadianen Rhythmen, welche die Existenz anderer großen PEP-Klassen nahelegten, mit deren Hilfe sich ein anderes Zeitmaß als das der physikalischen Zeit bestimmen lasse, was auf den Begriff der innerhalb eines Systems definierten Systemzeit führe.